# Deleproctophylla bleusei
Deleproctophylla bleusei är en insektsart som beskrevs av Douglas E. Kimmins 1949. Deleproctophylla bleusei ingår i släktet Deleproctophylla och familjen fjärilsländor. Inga underarter finns listade i Catalogue of Life.